# Sunrise (album Day6)
Sunrise – pierwszy album studyjny południowokoreańskiej grupy Day6, wydany 7 lipca 2017 roku przez JYP Entertainment. Był promowany przez singel „I Smile” (kor. 반드시 웃는다). Album jest częścią projektu Every DAY6. Płyta zawiera 14 utworów, w tym 10 piosenek wydanych od stycznia do maja.
Album sprzedał się w liczbie 48 935 egzemplarzy (stan na grudzień 2018 roku).

## Lista utworów
| CD  | CD                                                                      | CD                                      | CD                                                                                       | CD                                                        | CD      |
| Nr  | Tytuł utworu                                                            | Tekst                                   | Kompozycja                                                                               | Aranżacja                                                 | Długość |
| --- | ----------------------------------------------------------------------- | --------------------------------------- | ---------------------------------------------------------------------------------------- | --------------------------------------------------------- | ------- |
| 1.  | „Oneuleun naege” (kor. 오늘은 내게, ang. Lean On Me)                    | Young K, Wonpil, Sungjin                | Hong Ji-sang, Lee Woo-min 'Collapsedone', Swanthewhitepig, Young K, Wonpil, Jae, Sungjin | Hong Ji-sang, Lee Woo-min 'Collapsedone', Swanthewhitepig | 3:29    |
| 2.  | „Bandeusi utneunda” (kor. 반드시 웃는다, ang. I Smile)                  | Young K, Wonpil                         | Hong Ji-sang, Lee Woo-min 'Collapsedone', Sungjin, Young K, Wonpil                       | Hong Ji-sang, Lee Woo-min 'Collapsedone'                  | 3:47    |
| 3.  | „Man in a movie”                                                        | Young K                                 | Hong Ji-sang, Sungjin, Young K, Wonpil                                                   | Hong Ji-sang                                              | 3:46    |
| 4.  | „I Wait” (kor. 아 왜)                                                   | Young K                                 | Hong Ji-sang, Lee Woo-min, Jae, Young K, Wonpil                                          | Hong Ji-sang, Lee Woo-min                                 | 3:38    |
| 5.  | „Eotteohke malhae” (kor. 어떻게 말해, ang. How Can I Say)               | Young K, Wonpil                         | Hong Ji-sang, Lee Woo-min 'Collapsedone', Jae, Young K, Wonpil, Sungjin                  | Hong Ji-sang, Lee Woo-min 'Collapsedone'                  | 3:21    |
| 6.  | „Noha Noha Noha” (kor. 놓아 놓아 놓아, ang. Letting Go) (Rebooted Ver.) | Young K, Wonpil                         | Hong Ji-sang, Lee Woo-min, Young K, Wonpil                                               | Hong Ji-sang, Lee Woo-min                                 | 4:11    |
| 7.  | „Geuleol tende” (kor. 그럴 텐데, ang. I Would)                          | Young K                                 | Hong Ji-sang, Lee Woo-min 'Collapsedone', Jae, Young K, Wonpil                           | Hong Ji-sang                                              | 3:43    |
| 8.  | „Gyeouri ganda” (kor. 겨울이 간다, ang. Goodbye Winter)                 | Sungjin, Jae, Young K, YUE, Cha Il-hoon | Sungjin, Jae, Young K, YUE, Cha Il-hoon                                                  | YUE, Cha Il-hoon, Yoon Eun-suk                            | 3:07    |
| 9.  | „Jangnan aninde” (kor. 장난 아닌데, ang. I'm Serious)                   | Young K, Sungjin, Wonpil                | Hong Ji-sang, Lee Woo-min 'Collapsedone', Wonpil, Sungjin                                | Hong Ji-sang, Lee Woo-min 'Collapsedone'                  | 3:14    |
| 10. | „Say Wow”                                                               | Young K                                 | Hong Ji-sang, Wonpil, Young K                                                            | Hong Ji-sang                                              | 3:09    |
| 11. | „Dance Dance”                                                           | Young K                                 | Hong Ji-sang, Lee Woo-min 'Collapsedone', Jae, Sungjin, Young K, Wonpil, Dowoon          | Hong Ji-sang, Lee Woo-min 'Collapsedone'                  | 3:43    |
| 12. | „My Day”                                                                | Young K                                 | Mr. Cho, Joo-hyo, Young K, Wonpil                                                        | Mr. Cho, Joo-hyo, Young K, Wonpil, Dowoon                 | 3:00    |
| 13. | „Yeppeosseo” (kor. 예뻤어, ang. You Were Beautiful)                     | Young K                                 | Hong Ji-Sang, Lee Woo-min, Wonpil, Young K                                               | Hong Ji-Sang, Lee Woo-min                                 | 4:43    |
| 14. | „Congratulations” (Final Ver.)                                          | Day6                                    | Hong Ji-sang, Lee Woo-min, Lim Jun-hyeok, Young K, Sungjin, Dowoon, Jae, Wonpil          | Hong Ji-sang, Lee Woo-min                                 | 3:47    |

## Notowania
| Lista                     | Najwyższa pozycja |
| ------------------------- | ----------------- |
| Gaon Weekly Album Chart   | 4                 |
| Oricon Weekly Album Chart | 164               |
| Five Music (Tajwan)       | 4                 |
| Billboard World Albums    | 6                 |